# Tschammerpokal 1943
La 1943 Tschammerpokal fu la 9ª e ultima edizione della competizione con questo nome. Dopo la fine della Seconda guerra mondiale la competizione diventerà DFB-Pokal. 32 squadre si sfidarono nei 5 turni finali della competizione. La finale fu giocata il 31 ottobre 1943 nel Adolf-Hitler-Kampfbahn di Stoccarda dove il First Vienna, squadra "annessa", sconfisse i militari del LSV Amburgo 3-2 dopo i tempi supplementari.

## 1º turno
| 22 agosto 1943       |        |                         |
| BC Augsburg          | 3 – 0  | Bayern Monaco           |
| TSG Rostock          | 1 – 7  | Hertha Berlino          |
| SV Victoria Elbing   | 0 – 7  | LSV Pütnitz             |
| Dresdner SC          | 13 – 1 | Borussia Fulda          |
| FV Saarbrücken       | 8 – 0  | VfR Köln                |
| Breslauer SpVgg 02   | 5 – 3  | TuS Lipine              |
| Mulhouse             | 1 – 4  | VfR Mannheim            |
| NSTG Brüx            | 0 – 14 | First Vienna            |
| SDW Posen            | 0 – 4  | VfB Königsberg          |
| Holstein Kiel        | 5 – 4  | Eintracht Braunschweig  |
| FK Niederkorn        | 0 – 3  | Sportfreunde Katernberg |
| Kickers Stoccarda    | 3 – 5  | Kickers Offenbach       |
| LSV Amburgo          | 1 – 0  | Wilhelmshaven           |
| SpVgg Erfurt         | 0 – 4  | Schalke 04              |
| Zel Praga Warschau   | 3 – 5  | MSV Brünn               |
| 1. FC Schweinfurt 05 | 2 – 4  | Norimberga              |

## 2º turno
| Schalke 04        | 4 – 2 | Sportfreunde Katernberg |
| VfB Königsberg    | 0 – 5 | Dresdner SC             |
| First Vienna      | 6 – 5 | Breslauer SpVgg 02      |
| Hertha Berlino    | 0 – 3 | Holstein Kiel           |
| Kickers Offenbach | 1 – 2 | FV Saarbrücken          |
| LSV Pütnitz       | 2 – 3 | LSV Amburgo             |
| MSV Brünn         | 1 – 5 | Norimberga              |
| VfR Mannheim      | 4 – 2 | BC Augsburg             |

## Quarti di finale
| Holstein Kiel  | 2 – 4 | LSV Amburgo  |       |
| FV Saarbrücken | 1 – 2 | Schalke 04   | (dts) |
| Norimberga     | 2 – 3 | First Vienna |       |
| Dresdner SC    | 5 – 2 | VfR Mannheim |       |

## Semifinali
| First Vienna | 6 – 2 | Schalke 04  |
| LSV Amburgo  | 2 – 1 | Dresdner SC |

## Finale
| Arbitro: | Emil Schmetzer (Mannheim) |

|                                   |           |                          |
| Decker 49’ (pen.) Noack 53’, 113’ | Marcatori | 26’ Heinrich 70’ Gornick |

| FIRST VIENNA FC 1894: |    |                    |
|                       |    |                    |
| GK                    | 1  | Hans Schwarzer     |
| DF                    | 2  | Otto Kaller        |
| DF                    | 3  | Karl Bortoli       |
| MF                    | 4  | Gottfried Gröbel   |
| MF                    | 5  | Ernst Sabeditsch   |
| MF                    | 6  | Richard Dörfel     |
| FW                    | 7  | Franz Holeschofski |
| FW                    | 8  | Karl Decker        |
| FW                    | 9  | Richard Fischer    |
| FW                    | 10 | Rudolf Noack       |
| FW                    | 11 | Franz Widhalm      |
| Allenatore:           |    |                    |
| Fritz Gschweidl       |    |                    |

| LUFTWAFFEN-SPORTVEREIN HAMBURG: |    |                     |
|                                 |    |                     |
| GK                              | 1  | Willy Jürissen      |
| DF                              | 2  | Karl Miller         |
| DF                              | 3  | Reinhold Münzenberg |
| MF                              | 4  | Walter Ochs         |
| MF                              | 5  | Heinrich Gärtner    |
| MF                              | 6  | Robert Gebhardt     |
| FW                              | 7  | Heinz Mühle         |
| FW                              | 8  | Ludwig Janda        |
| FW                              | 9  | Willi Gornick       |
| FW                              | 10 | Reinhardt Heinrich  |
| FW                              | 11 | Jakob Lotz          |
| Allenatore:                     |    |                     |
| Karl Höger                      |    |                     |